# Bug (2006)
Bug är en amerikansk-tysk psykologisk skräckfilm från 2006 i regi av William Friedkin, från ett manus skrivet av Tracy Letts. Filmen, som är baserad på Tracy Letts teaterpjäs med samma namn, hade sin allra första premiärvisning på Filmfestivalen i Cannes, den 19 maj 2006, för att sedan ha officiell biopremiär i USA, den 25 maj 2007 (ett år efter premiärvisningen i Cannes). Huvudrollerna i filmen spelas av Ashley Judd, Michael Shannon, och Harry Connick Jr..
Filmen släpptes på DVD i Sverige den 21 november 2007, detta med Scanbox Entertainment som ansvarig utgivare.

## Handling
Filmens handling kretsar kring den ensamma servitrisen Agnes White, som efter att ha lämnat sin misshandlande exmake Jerry Goss, checkar in på ett sjabbigt och nergånget motell, samtidigt som hon fattar tycke för en krigsveteran, vid namn Peter Evans. Det ska senare även komma fram, att Peter har massvis med krälande små insekter under huden, vilket ska få den så kallade "kärlekssagan", till att snabbt ta en paranoid vändning.

## Rollista
| Ashley Judd       | – Agnes White |
| Michael Shannon   | – Peter Evans |
| Lynn Collins      | – R.C.        |
| Brían F. O'Byrne  | – Dr. Sweet   |
| Harry Connick Jr. | – Jerry Goss  |